# فروکتوز ۶٬۱-بیس‌فسفاتاز
فروکتوز ۶٬۱-بیس‌فسفاتاز (انگلیسی: Fructose 1,6-bisphosphatase) یک آنزیم است که طی فرایند گلوکونئوژنز و چرخهٔ کالوین، فروکتوز ۶٬۱-بیس‌فسفات را به فروکتوز ۶-فسفات تبدیل می‌کند. کار این آنزیم برعکسِ آنزیم فسفوفروکتوکیناز در فرایند گلیکولیز است.
این آنزیم‌ها واکنش‌های مزبور را تنها در یک جهت کاتالیزه می‌کنند و خودشان توسط یکی متابولیت‌های حاصله همچون فروکتوز ۶٬۲-بیس‌فسفات کنترل می‌شوند.
فروکتوز بیس‌فسفاتازها برای عملکرد طبیعی خود نیازمند یون‌های منیزیم و منگنز هستند، اما یون لیتیم بشدت آنها را مهار می‌کند.

## بیشتر بخوانید
- Berg, Jeremy Mark; Tymoczko, John L.; Stryer, Lubert (2002). "Glycolysis and Gluconeogenesis".  In Susan Moran (ed.) (ed.). Biochemistry (5th ed.). 41 Madison Avenue, New York, New York: W. H. Freeman and Company. ISBN 0-7167-3051-0. {{cite book}}: |editor= has generic name (help); Unknown parameter |name-list-format= ignored (|name-list-style= suggested) (help)نگهداری CS1: موقعیت (link)